# Lee Dickson
Pour les articles homonymes, voir Dickson.

a Compétitions nationales et continentales officielles uniquement.

b Matchs officiels uniquement.
Dernière mise à jour le 20 avril 2020.
Lee Alwyne Walter Dickson, né le 29 mars 1985 à Verden en Allemagne, est un joueur allemand naturalisé anglais de rugby à XV évoluant au poste de demi de mêlée.

## Biographie
Son frère Karl Dickson est également un joueur de rugby à XV professionnel, reconverti en arbitre.

## Palmarès
- Vainqueur du Challenge européen en 2009 et 2014.
- Vainqueur du Championnat d'Angleterre en 2014.
- Finaliste de la Coupe d'Europe en 2011.
- Vainqueur de la Coupe anglo-galloise en 2010
- Finaliste de la Coupe anglo-galloise en 2012

## Statistiques en équipe nationale
- 7 sélections
- Sélections par année : 7 en 2012
- Tournois des Six Nations disputés : 2012